# Charlotte Kerr
Pour les articles homonymes, voir Kerr.
Charlotte Kerr, née à Francfort-sur-le-Main (Hesse) le 29 mai 1927 et morte à Berne (Suisse) le 28 décembre 2011, est une réalisatrice, productrice, actrice, écrivain et journaliste allemande.

## Biographie
Charlotte Kerr a été l'épouse du producteur Harry R. Sokal puis de l'écrivain et dramaturge Friedrich Dürrenmatt.

## Filmographie partielle

### Comme réalisatrice
- 1970 : Mit siebzig hat man noch Träume (TV)
- 1975 : Anna Weidacher - In Memoriam
- 1975 : Fassade
- 1977 : Susanna Agnelli: eine Frau von Bedeutung (TV)
- 1978 : Regie: Billy Wilder (TV)
- 1980 : Der Dirigent Eugen Jochum (TV)
- 1981 : Brigitte Horney - gestern und heute (TV)
- 1981 : Das Musik-Porträt (série TV)
- 1981 : Edith Head (TV)
- 1982 : Carl Orff - Portrait des Komponisten (TV)
- 1982 : Quo Vadis, Mikis? - Fragen an Theodorakis
- 1983 : Fred Zinnemann - Ein Hollywoodregisseur (TV)
- 1983 : Carlos Saura - Ein Cineast (TV)
- 1983 : Robert Altman: Ich bin, was ich bin (TV)
- 1984 : Keine zufällige Geschichte - Melina Mercouri - Jules Dassin (TV)
- 1984 : Ein Abend mit Friedrich Dürrenmatt (TV)
- 1986 : Melina Mercouri - ihre beste Rolle (TV)
- 1989 : Bernhard Wicki: Regisseur (TV)
- 1993 : Zwischen Passion und Profession - Dürrenmatt als Maler (TV)
- 1996 : Mario Botta, Architekt: Die Kunst ist grenzenlos (TV)

### Comme actrice

#### Au cinéma
- 1952 : Karneval in Weiß : Peggy Swenson
- 1954 : Dein Mund verspricht mir Liebe
- 1960 : Heldinnen
- 1961 : Le Miracle du père Malachias (Das Wunder des Malachias) de Bernhard Wicki : Dr Renate Kellinghus
- 1968 : Heißer Sand auf Sylt : Frau Bergmann
- 1968 : Peter und Sabine : Frauenärztin
- 1969 : Mattanza - Ein Liebestraum : Geraldine
- 1969 : Deine Zärtlichkeiten : Mutter
- 1972 : Versuchung im Sommerwind
- 1974 : Seul le vent connaît la réponse (Die Antwort kennt nur der Wind) : Hilde Hellmann
- 1975 : Anna Weidacher - In Memoriam : narratrice
- 1977 : Abelard
- 1984 : Un amour de Swann : sous-maîtresse

#### À la télévision
- 1966 : Commando spatial - La Fantastique Aventure du vaisseau Orion : Général Lydia van Dyke
- 1972-1973 : Alexandre Bis (Alexander Zwo)
- 1974 : Arsène Lupin : (S02E10) La danseuse de Rottenburg : Mme Zimmerman
- 1978 : Plutonium (de) : Anna Ferroli
- 1979 : Fleisch (de) (Le Motel rouge) (Chasseurs de mort) (Hôtel de l'apocalypse) (Panique sur l'autoroute) (Spare parts): Dr Jackson